# 明治大学体育会山岳部
明治大学体育会山岳部（めいじだいがくたいいくかいさんがくぶ、英: Meiji University Alpine Club）は、明治大学体育会に所属する登山部である。

## 概要
1922年創部。創部以来、世界の山々に足跡を残しており、国内大学で唯一、学生・OBでヒマラヤ山脈8000メートル峰全14座を完登している。OBには国民栄誉賞受賞の冒険家や日本山岳会会長などがいる。

## 歴史
1922年、予科山岳会とスキー倶楽部の合同により「明治大学山岳会」として発足し、翌年学友会体育部に正式加入した。昭和初期には山岳部からスキー部とスケート部が分離独立している。長野県側からの白馬岳積雪期初登頂や、前穂高岳・北尾根Ⅳ峰の東南壁への「明大ルート」開拓（1936年）、台湾遠征（1940年）などを挙行。

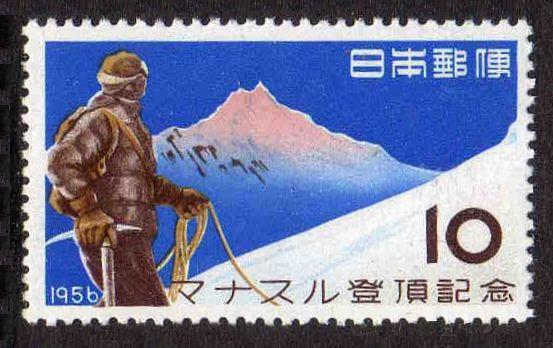
日本山岳会マナスル登頂記念切手

1954年、1956年の日本山岳会マナスル登山隊に、後に日本山岳会会長となる大塚博美などが参加し、日本人初の8000メートル峰初登頂に至るルートを開拓。1957年、白馬鑓ヶ岳で二重遭難が起こった際、明大山岳部と炉辺会（OB会）は山岳遭難の実態調査を行い『遭難の実態』（1964年、教育図書）として発表し、高い評価を受ける。
1960年、明治大学創立80周年記念アラスカ地域総合学術調査団が派遣され、山岳班は日本の登山隊として初めて北米大陸最高峰・マッキンリー（現デナリ、6190m）に登頂。
1965年、初のヒマラヤ遠征に挑み、未踏のゴジュンバ・カンⅡ峰（7646m）に初登頂。植村直己は1970年に日本山岳会エベレスト登山隊に参加し、日本人として初めて世界最高峰に登頂。モン・ブラン、キリマンジャロ、アコンカグア登頂を既に達成していた植村は、更にこの後、単独でのマッキンリー登頂に成功し（単独初登頂）、世界初の五大陸最高峰制覇を達成。

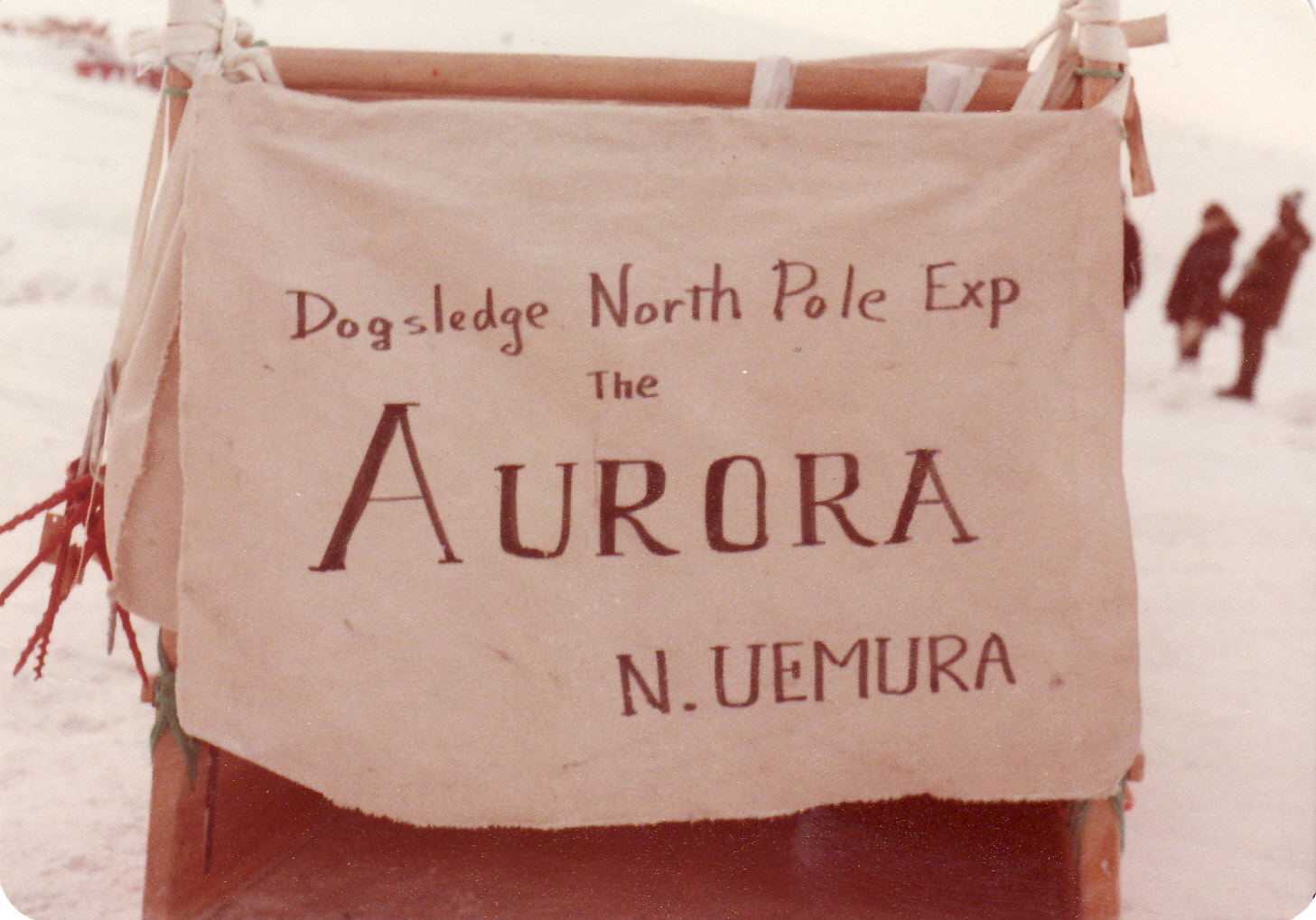
北極点単独行時のそり

1978年、植村は犬ぞり単独行として世界初の北極点到達やグリーンランド縦断などを果し、更に1984年、冬期のマッキンリー（現：デナリ）に世界初の単独登頂を果たす。しかし、下山中に消息不明となり、山岳部OB会の炉辺会は標高6千メートルの高地で総力を挙げて捜索を挙行。植村は一連の前人未到の冒険行により、多くの国民に夢と勇気を与える偉業を成し遂げたとして、同年、国民栄誉賞を受賞。
2001年～2003年、創部80周年記念事業「ドリームプロジェクト」として3年間で8000メートル峰を4座（ガッシャーブルムI峰、ガッシャーブルムII峰、ローツェ峰、アンナプルナⅠ峰）に登り、地球上にある8000峰14座全てへの登頂を達成。
2013年、学生山岳部員及び若手OB育成を主目的として、植村直己因縁の山である北米大陸の最高峰マッキンリー（現デナリ、6194m）に登頂。
2023年、創部100周年記念事業として、未踏峰のアルパインスタイルでの初登頂を主目標として、東ネパールのアニデッシュチュリ（6,960m）にOB学生混合隊で挑戦。登頂当日の現地の状況をオンラインにて配信した。

## 炉辺会（明治大学山岳部OB会）

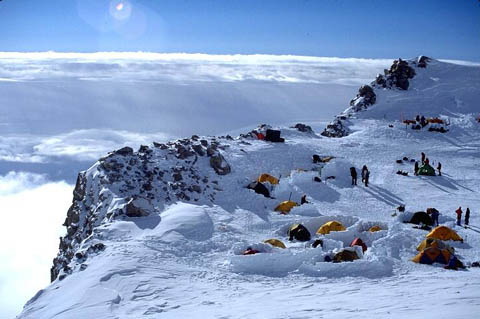
炉辺会が総力を挙げて植村の捜索を展開したマッキンリー（北米）

1923年発足。会報として「ろばた」、機関誌として「炉辺通信」を発行（「ろばた」は創刊号からの全巻を国立国会図書館にて所蔵）。会によるヒマラヤ等への登山隊などが派遣され数々の成果を挙げており、日本山岳会等の遠征にも多くの会員が選抜参加し実績を残している。
1984年2月12日、OBの植村直己が世界初のマッキンリー冬期単独登頂を果たした後に連絡が途絶え消息不明となった際、デナリ国立公園管理事務所が、軽飛行機2機、高度5,000mまで飛行可能なヘリコプター1機等で大規模捜索を展開したものの、「植村の生存の可能性は100%ない」として捜索が打ち切られたが、その後、炉辺会は総力を挙げ捜索を挙行。発見には至らず（標高5,200m地点から山頂までの間は捜索できなかった）、3月8日に一旦捜索は打ち切られたが、再度、4月下旬から5月にかけて炉辺会は前回捜索が叶わなかった標高5,200mから山頂までを中心に捜索を行い、植村が山頂に立てた「日の丸」の旗を回収した。併せて、星条旗の切れ端も回収された（最終的に植村本人の発見には至らず）。
植村が消息を絶ったニュースが報じられた際、捜索費に充てるべく多数の義援金の申し出が炉辺会に寄せられ、受け皿として1984年3月1日に『植村直己の会』が設立され、同年12月25日までに、3,116件、約2950万円の義援金が寄せられた。

## 国民栄誉賞

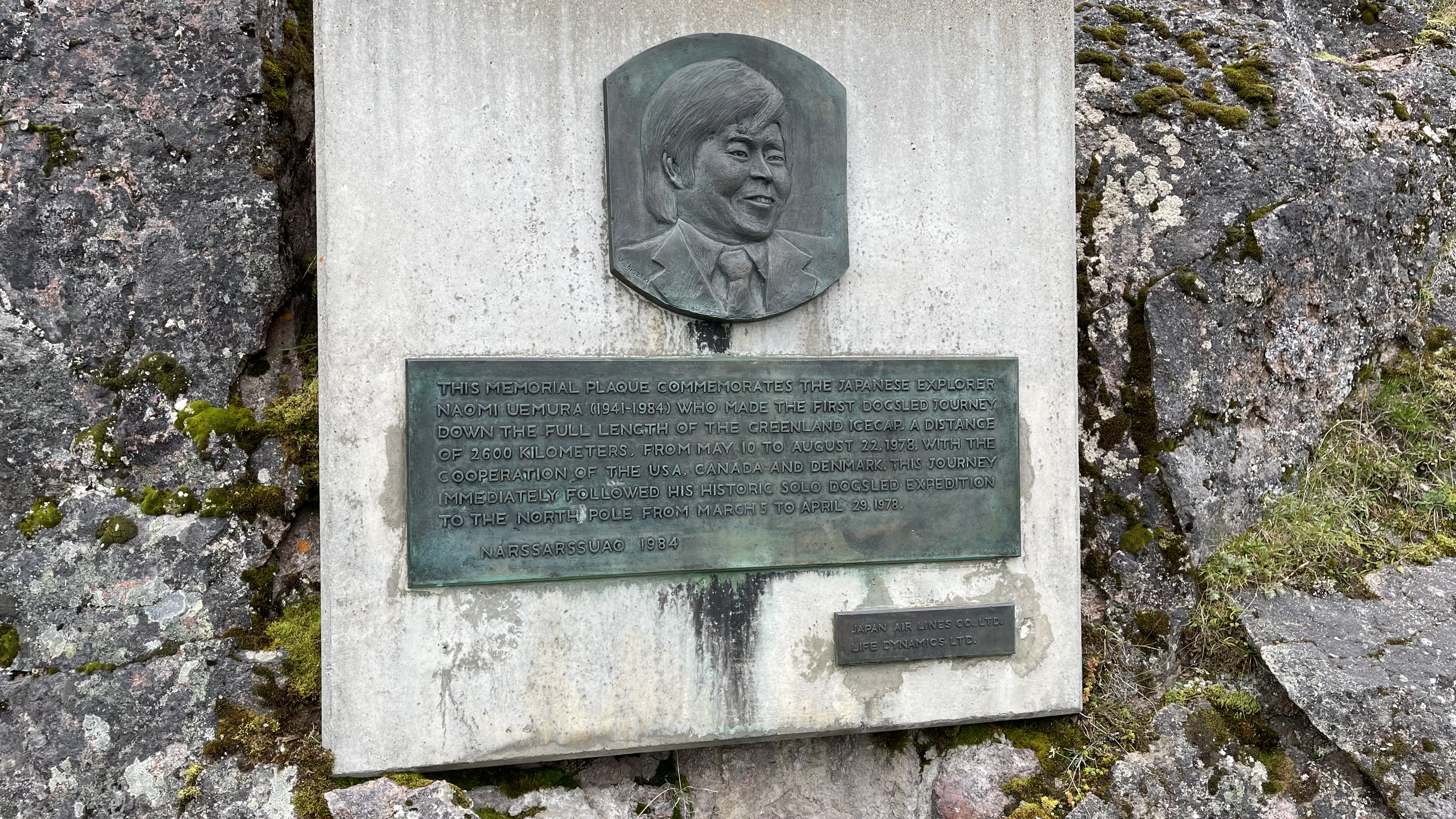
植村の功績を称えるレリーフ
（グリーンランド）

明治大学山岳部出身者である植村直己が1984年4月19日に国民栄誉賞を受賞。功績名は「世界五大陸最高峰登頂などの功」である。
植村は日本人として初めて『ナショナルジオグラフィック』の表紙を飾り、英国王室からは優れた冒険家に贈られる「バラー・イン・スポーツ賞」を受賞。また、デンマーク政府が、1978年のグリーンランド縦断の際の到達点であったヌナタック峰（標高2,540m）を、史上初のグリーンランド縦断という植村の業績を後世に残すために「ヌナタック・ウエムラ峰」と改称するなど、世界的な名声と評価を獲得している。1984年のマッキンリー冬期単独登頂後に消息不明となった際は、各テレビ局がニュース速報で報じた。

## 明治峰（ピッコ・デ・メイジ）
1968年1月19日、植村直己がアンデス山脈のエル・プラタ（標高6,503m）に登頂した後、2月5日、南アメリカ大陸最高峰のアコンカグア（標高6,960m）単独登頂に成功し、更に2月15日、無名峰（標高5,700m）に初登頂した際、母校である明治大学の名前に因んで「明治峰（ピッコ・デ・メイジ）」と命名した。

## 明治大学山岳部関係者による8000m峰14座登頂リスト

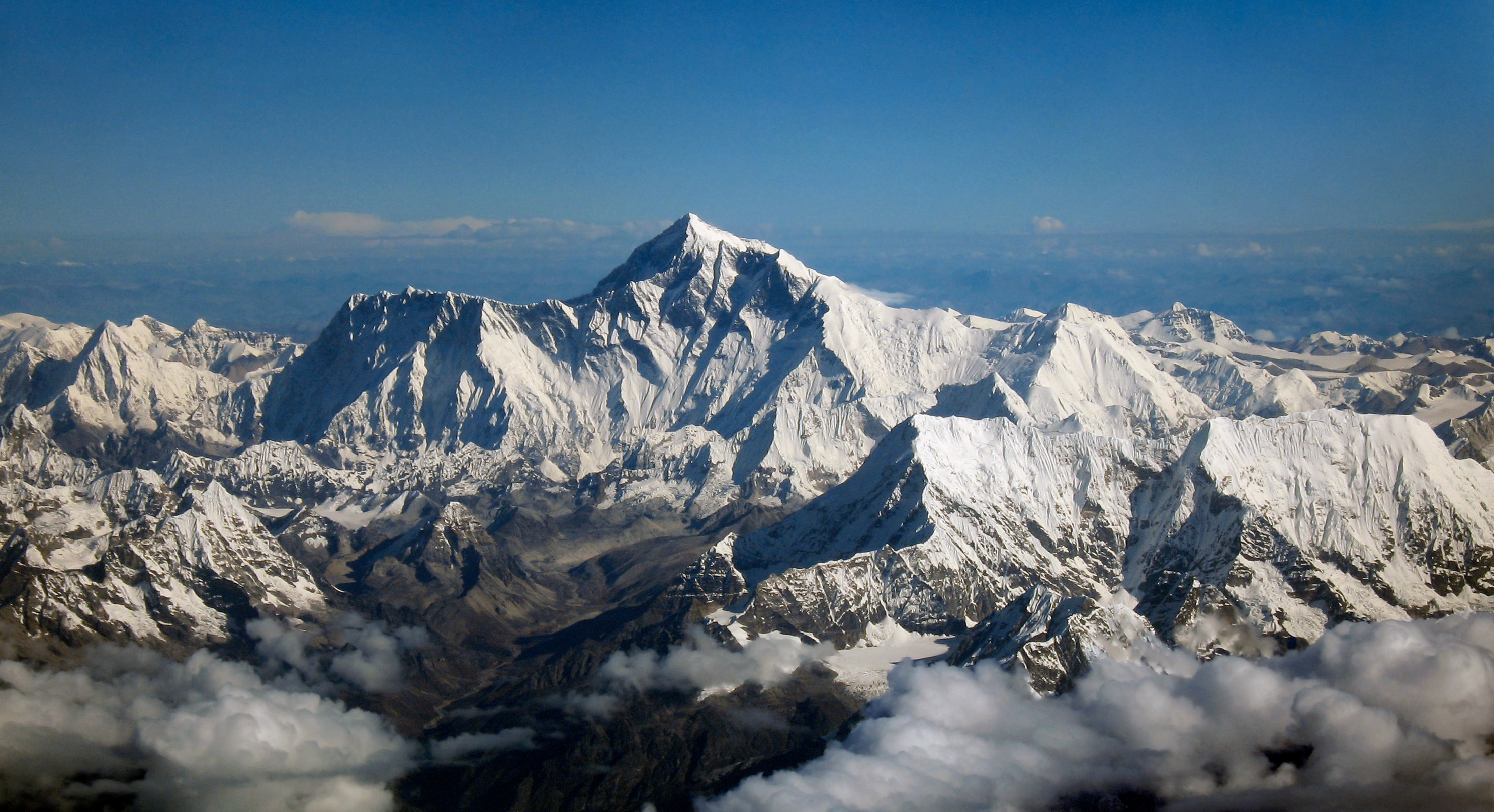
1970年に日本山岳会登山隊として大塚博美が登攀隊長を務め、植村直己が初登頂したエベレスト

### エベレスト（8848m）
- 植村直己 - 1970.5.11登頂（日本人初登）
- 山本宗彦 - 1988.5.5登頂
- 三谷統一郎 - 1989.10.13登頂
- 山本篤 - 1989.10.13登頂
- 大西宏 - 1989.10.13登頂
- 加藤慶信 - 2005.5.27登頂（中国側・無酸素）
- 加藤慶信 - 2008.5.24登頂（ネパール側）
- 廣瀬学 - 2011.5.25登頂

### K2（8611m）
- 山本篤 - 1996.8.14登頂
- 高橋和弘 - 1996.8.14登頂

### カンチェンジュンガ（8586m）
- 三谷統一郎 - 1984.5.20登頂（3峰縦走）

### ローツェ（8516m）
- 高橋和弘 - 2002.10.3登頂
- 森章一 - 2002.10.3登頂
- 加藤慶信 - 2002.10.3登頂
- 三谷統一郎 - 2002.10.8登頂

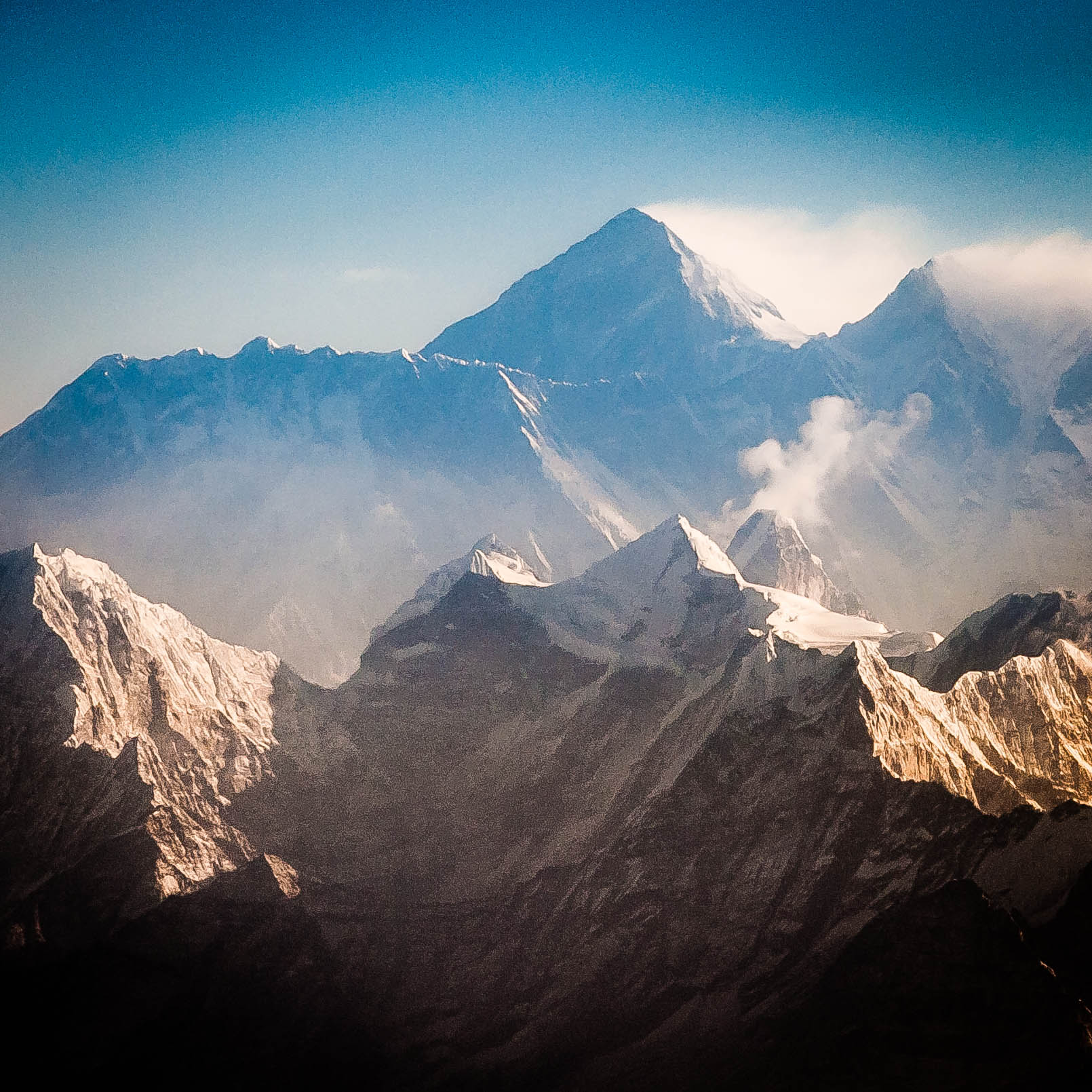
2002年に部関係者6名が登頂を果たしたローツェ

- 天野和明 - 2002.10.8登頂（日本人初無酸素）
- 松本浩 - 2002.10.8登頂

### マカルー（8463m）
- 大西宏 - 1990.5.6
- 山本篤 - 1990.5.21（東稜初登攀）
- 山本宗彦 - 1990.5.22

### チョー・オユー（8201m）
- 三谷統一郎 - 1985.10.3
- 中西紀夫 - 1985.10.3
- 北村貢 - 1985.10.3
- 山本篤 - 1985.11.6
- 大窪三恵 - 2002.10.1
- 加藤慶信 - 2006.5.3
- 天野和明 - 2006.5.3

### ダウラギリⅠ峰（8167m）
- 田中淳一 - 1982.10.17
- 三谷統一郎 - 1982.10.17

### マナスル（8163m）
- 三谷統一郎 - 1997.10.8
- 山本篤 - 1997.10.8
- 高橋和弘 - 1997.10.8
- 豊嶋匡明 - 1997.10.8
- 加藤慶信 - 1997.10.8
- 廣瀬学 - 1997.10.9
- 原田暁之 - 1997.10.9
- 関裕一 - 1997.10.9
- 山本篤 - 2006.9.30（北東稜）

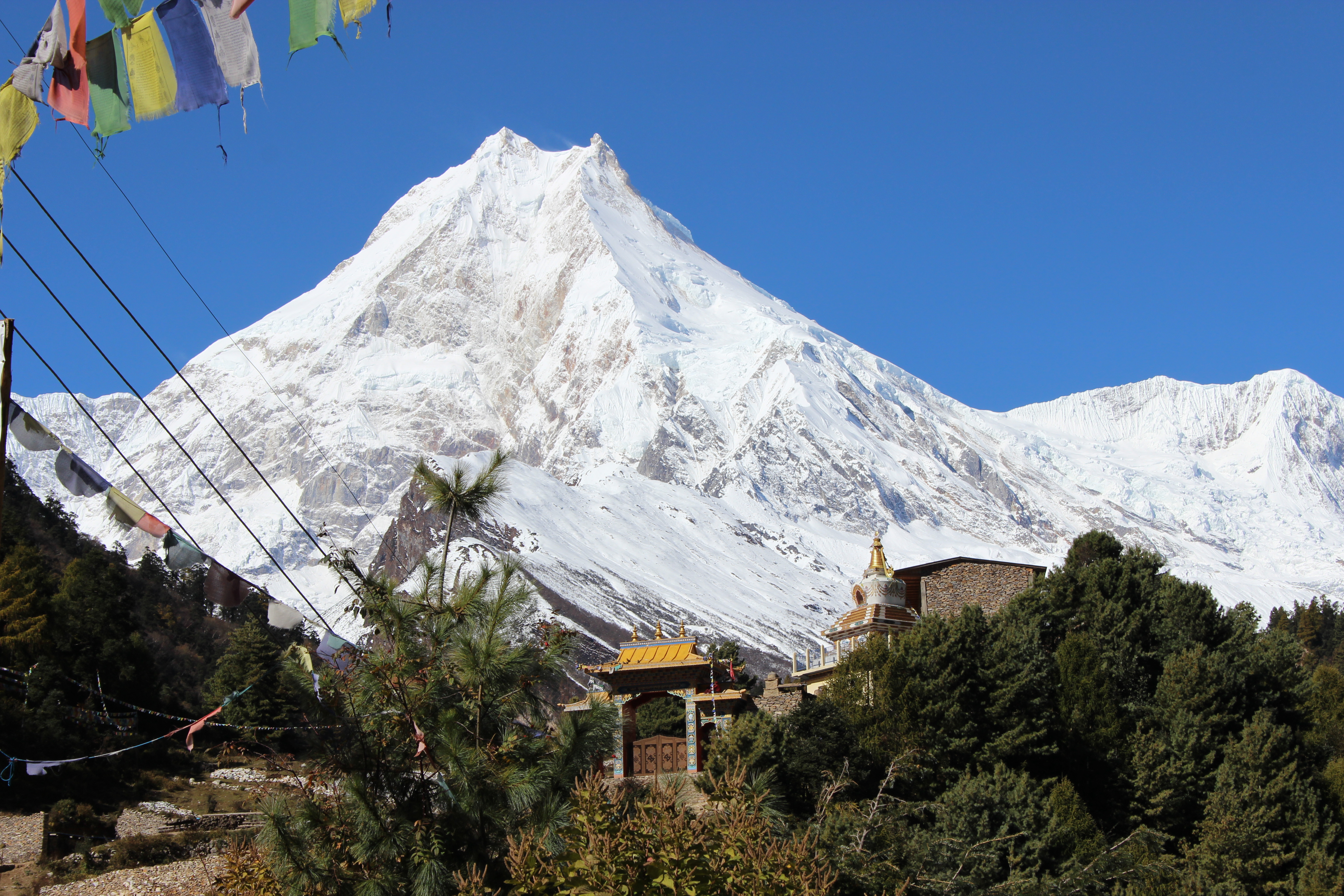
1997年明治大学マナスル登山隊では8名全員が登頂を果たした

- 加藤慶信 - 2006.9.30（北東稜）
- 三戸呂拓也 - 2013.10.2（北東稜）

### ナンガ・パルバット（8126m）
- 中西紀夫 - 1983.7.30（日本人初登）

### アンナプルナⅠ峰（8091m）

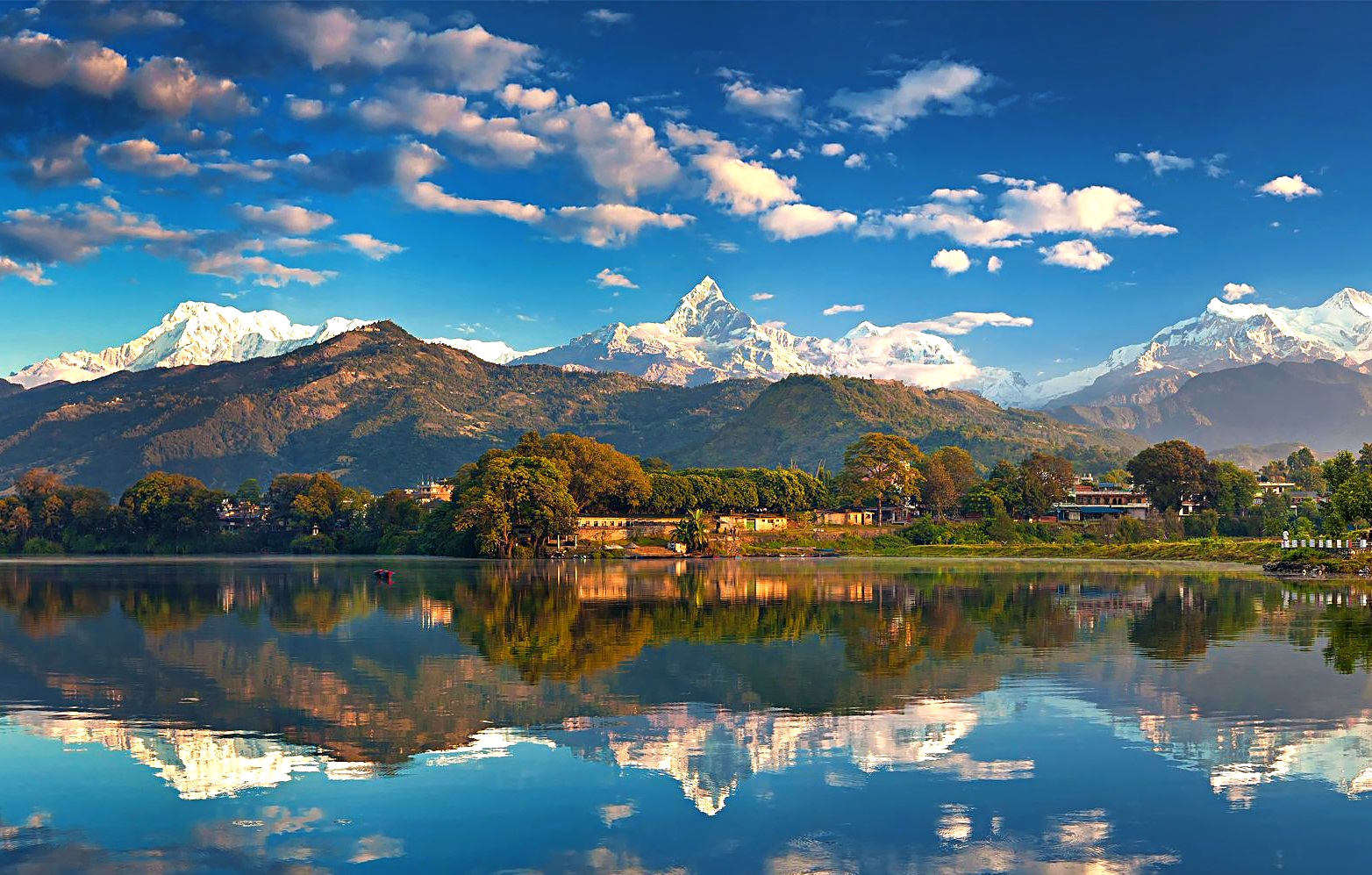
創部80周年記念事業「ドリームプロジェクト」で部関係者6名が登頂を果たしたアンナプルナ（サンスクリット語で「豊穣の女神」の意味）

- 山本篤 - 2003.5.16
- 高橋和弘 - 2003.5.16
- 早川敦 - 2003.5.16
- 森章一 - 2003.5.16
- 加藤慶信 - 2003.5.16
- 天野和明 - 2003.5.16

### ガッシャーブルムI峰（8068m）
- 高橋和弘 - 2001.8.13登頂
- 早川敦 - 2001.8.13登頂
- 森章一 - 2001.8.13登頂
- 加藤慶信 - 2001.8.13登頂
- 天野和明 - 2001.8.13登頂
- 谷山宏典 - 2001.8.13登頂

### ブロード・ピーク（8047m）
- 山本宗彦 - 1985.8.12登頂

### ガッシャーブルムII峰（8035m）

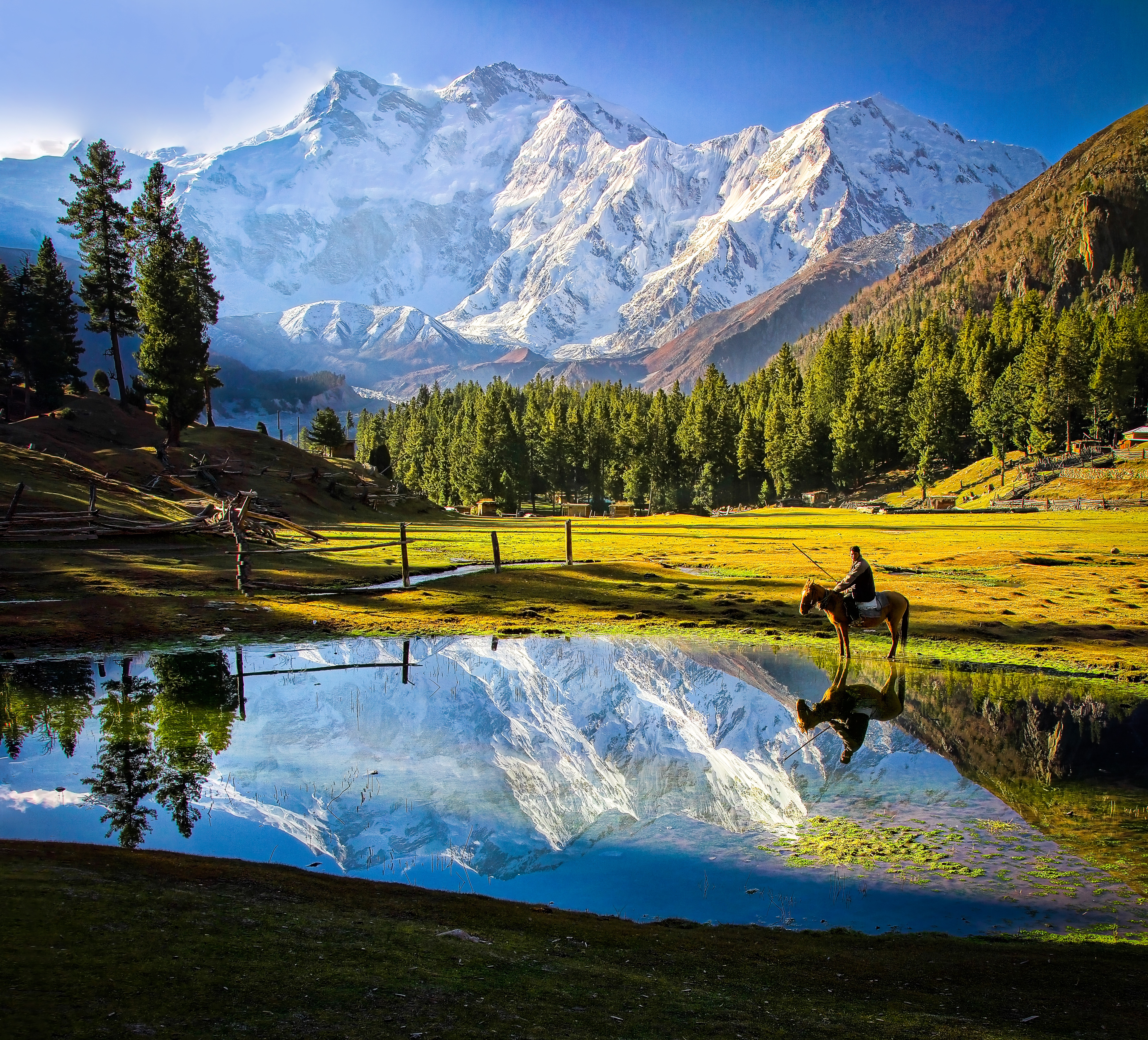
ナンガ・パルバットの眺望

- 高橋和弘 - 2001.7.10登頂
- 早川敦 - 2001.7.10登頂
- 森章一 - 2001.7.10登頂
- 加藤慶信 - 2001.7.10登頂
- 天野和明 - 2001.7.10登頂
- 谷山宏典 - 2001.7.10登頂
- 三戸呂拓也 - 2019.7.18登頂

### シシャパンマ（8027m）
- 山本篤 - 1988.10.24登頂
- 加藤慶信 - 2006.5.17登頂
- 天野和明 - 2006.5.17登頂

## 明治大学山岳部関係者による主な初登頂・初縦走・初踏破
- 1970年（昭和45年）

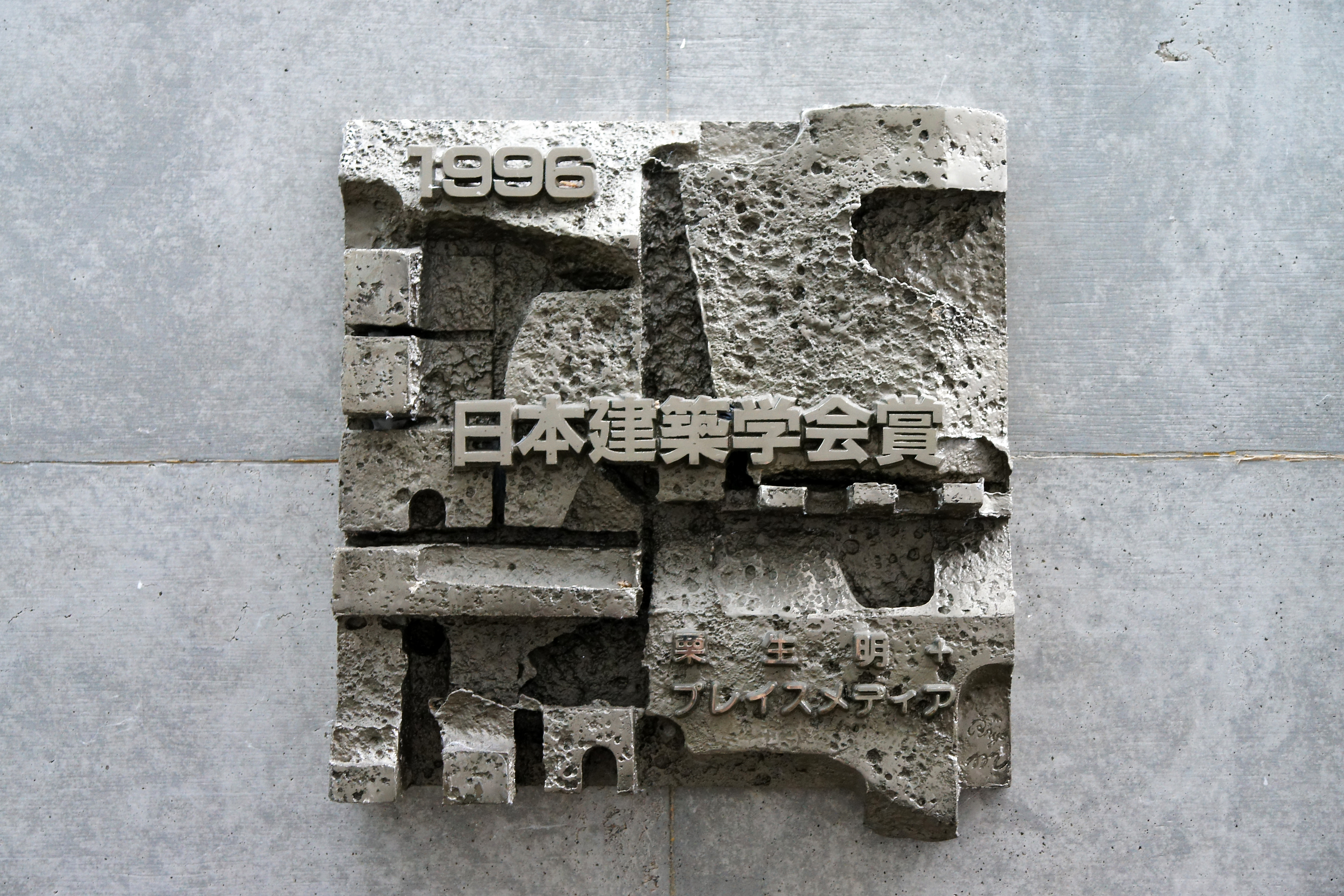
日本建築学会賞受賞記念レリーフ（植村直己冒険館）

  - 5月 ネパール・ヒマラヤ/エベレスト (8,848m) 南東稜《日本人初のエベレスト登頂》 日本山岳会エベレスト登山隊（登攀隊長大塚博美、植村直己）
- 1984年（昭和59年）
  - 2月 アラスカ/マッキンリー (6,194m)《冬季単独初登頂》植村直己
- 1984年（昭和59年）
  - 2月 アラスカ/マッキンリー (6,194m)《冬季単独初登頂》植村直己
- 1988年（昭和63年）
  - 7月 ヒンドゥ・ラージ・ヒマラヤ/シャハーンドグ (6,320m)《初登頂》根深誠（隊長）ら

## 関連人物

### 主な出身者
- 米澤秀太郎 - 山岳部創設メンバー
- 北畠義郎 - 山岳部創設メンバー、男爵、北畠家当主
- 高橋文太郎 - 山岳部創設メンバー、武蔵野鉄道（西武鉄道）重役、国立民族学博物館開設
- 新田義美 - 男爵、岩松新田氏当主
- 大塚博美 - 日本山岳会会長、1970日本山岳会エベレスト登山隊登攀隊長
- 石本省吾 - 石本酒造社長、地酒ブームの先駆け「越乃寒梅」の生みの親
- 植村直己 - 世界初の五大陸最高峰登頂者、国民栄誉賞受賞者
- 根深誠 - 冒険家、紀行文学作家、ヒマラヤ未踏峰6座に初登頂、白神山地世界遺産登録の立役者
- 髙橋大輔 - 探検家、作家、英国･王立地理学会フェロー会員、探検家クラブフェロー会員
- 加藤慶信 - 登山家、ヒマラヤ8000メートル峰14座中8座を制覇、エベレスト登頂[北稜][南東稜]、国立登山研修所講師
- 天野和明 - 登山家、8,000m峰6座登頂、第17回『ピオレドール賞』日本人初受賞、読売新聞スポーツ賞、植村直己冒険賞特別賞
- 山本篤 - 登山家、エベレスト登頂[南東稜]、文部省スポーツ功労賞、日本スポーツ賞、国立登山研修所講師
- 三谷統一郎 - 登山家、8,000m峰6座登頂、エベレスト登頂[南東稜]
- 大西宏 - スキーによる北極点到達とエベレスト登頂[北稜][南東稜]
- 高橋和弘 – 8000m峰6座登頂、K2峰最年少登頂
- 三戸呂拓也 - 8000メートル峰1座登頂
- 山本宗彦 - 日本山岳会副会長、明治大学山岳部元監督
- 谷山宏典 - フリーライター、ガッシャーブルムⅠ峰（8068m）・Ⅱ峰（8035m）登頂
- 中出水勲 - 日刊スポーツ新聞社運動部長、日刊スポーツ出版社取締役編集長
- 節田重節 - 「山と溪谷」編集長

### その他
- 谷口けい – 女性アルパインクライマー、明大入学後山岳部と接触するもワンダーフォーゲル部に所属、エベレスト登頂などを果し女性初の『ピオレドール賞』受賞
- 田中陽希 - プロアドベンチャーレーサー（NHK「グレートトラバース 日本百名山ひと筆書き」）、明大スキー部所属ながら連携
- 野口健 - 植村直己の存在により登山を始め、明大山岳部をテーマとしたNHK番組を企画、出演

## メディア等

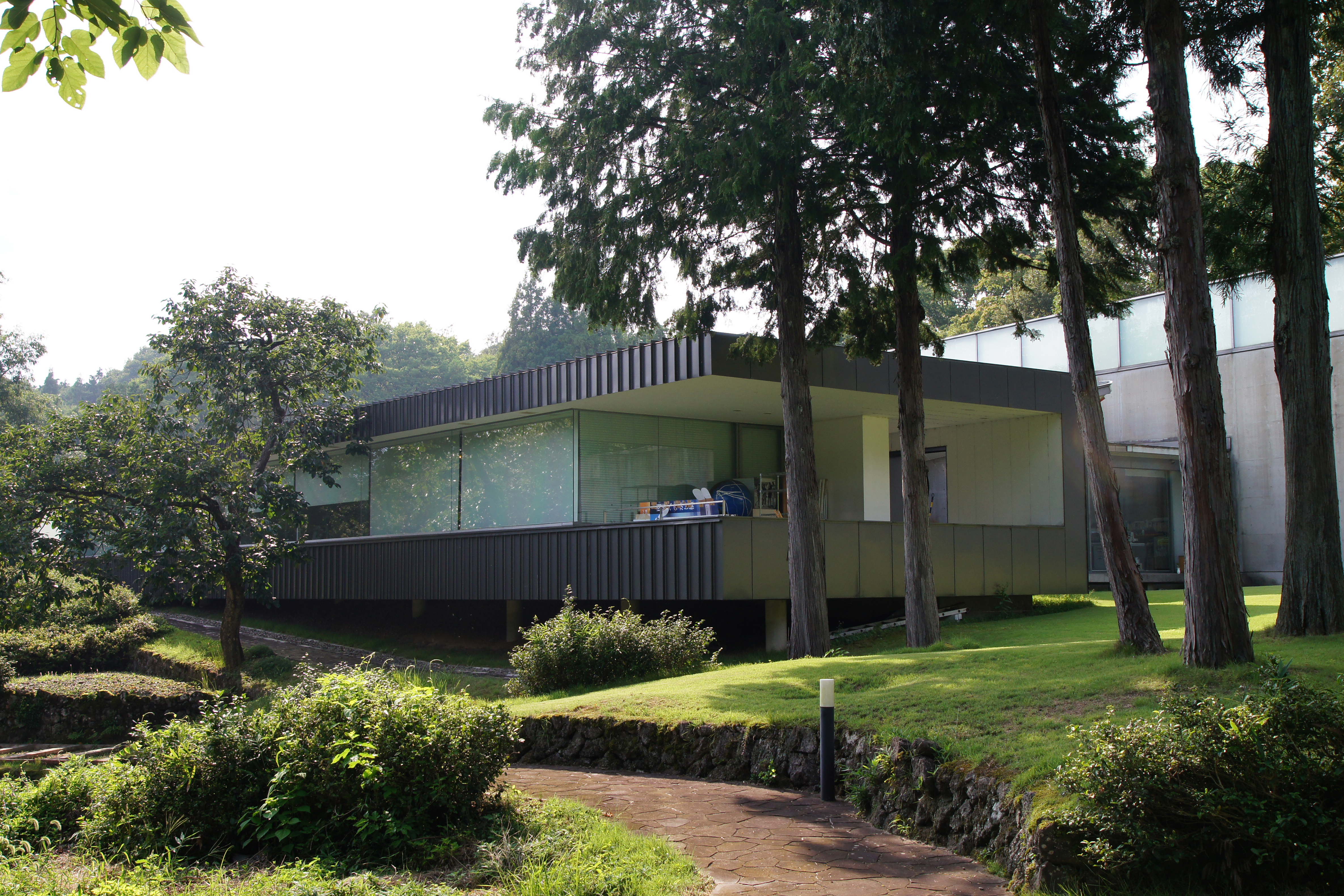
植村直己冒険賞関連の展示を行う植村直己冒険館新館

- 『星のクライマー』（1984、作詞：松任谷由実、作曲：REIMY）- 植村直己をモデルに作られた曲。松任谷由実のアルバム『Yuming Compositions: FACES』などに収録。
- 『植村直己物語』（1986、映画） - 明治大学農学部後輩の西田敏行が植村役で主演
- 『蒼き氷河の果てに…』（1986、漫画（週刊少年マガジン連載））- 植村直己の明大山岳部入部からゴジュンバ・カン初登頂までの、明大山岳部の仲間との友情物語
- 『こだわり人物伝：笑顔の冒険家 植村直己』（2010、NHK番組） - 植村をリスペクトする野口健による、植村躍進の鍵が明大山岳部にあるというテーマのシリーズ番組
- 『岳-ガク-』（2010、映画） - 明治大学山岳部関係者及び、主演の小栗旬、長澤まさみ等の参加による、明大山岳部激励トークショー及び映画試写会（於明治大学アカデミーホール）
- 『日本冒険フォーラム』（2019、毎日新聞社など） - 山極寿一（京都大学学長）、市毛良枝（女優）などの参加によるフォーラム（於明治大学アカデミーホール）

## 関連書籍
- 『登頂ゴジュンバ・カン：明治大学ヒマラヤ登山隊の記録』（茗溪堂、1967、高橋進）
- 『青春を山に賭けて』（毎日新聞社、1971、植村直己）
- 『このやまなみの声』（二見書房、1978、信濃毎日新聞社 編）
- 『男にとって冒険とは何か：植村直己 対談・エッセイ集』（潮出版社、1981、各界の第一人者との対談集）
- 『極北に消ゆ―植村直己捜索報告・追悼集』 (山と溪谷社、1985、明治大学山岳部炉辺会）
- 『遥かなるマッキンリー：植村直己の愛と冒険（少年マガジン特別編集）』（講談社、1986、中島祥和）
- 『風雪の山ノート―ある大学山岳部員の足跡』（山と溪谷社、2005、谷山宏典）
- 『登頂八〇〇〇メートル～明治大学山岳部14座完登の軌跡』（七つ森書館、2006、根深誠）
- 『植村直己冒険の軌跡』（2020、山と溪谷社、中出水勲） - 明治大学山岳部仲間の著者が描く稀代の冒険家の挑戦
- 『日本の探検家たち：未知を目指した人々の探検史』（平凡社〈別冊太陽〉、2003年10月
- 『私の銀座』（新潮社、2012、「銀座百点」編集部/編）
- 『我が友 植村直己』（立花書院、2014、岩田廉太郎） - 山岳部同窓の廣江研による作品